# 格梅林卡农村居民点
格梅林卡农村居民点（俄语：Гмелинское сельское поселение）是俄罗斯联邦伏尔加格勒州旧波尔塔夫卡区所属的一个农村居民点。其下辖有8个居民点，行政中心为格梅林卡。据2016年统计，该农村居民点的人口为2602人。